# تياغو مارغاريدو
تياغو ميغيل كارفاليو مارغاريدو (بالبرتغالية: Tiago Miguel Carvalho Margarido) هو لاعب ومدرب كرة قدم برتغالي.

## وصلات خارجية
- هذه المقالة لا تملك بيانات على ويكي بيانات